# Новочеркаск
 Тази статия е за града в Ростовска област на Русия.  За големия десантен кораб от руския Черноморски флот вижте Новочеркаск (голям десантен кораб, 1987).  
Новочерка̀ск (на руски: Новочеркасск) е град, разположен в Ростовска област, Русия. Столица на Донското казачество. Населението му към 1 януари 2018 година е 168 022 души.

## География
Разположен е на висок хълм, край него текат реките Аксай и Тузлов.

## Известни личности
Родени в Новочеркаск
- Дмитрий Ананко (р. 1973), футболист
- Людмила Андонова (р. 1960), българска лекоатлетка
- Григорий Климов (1918 – 2007), писател
- Владимир Конашевич (1888 – 1963), художник
- Александър Лебед (1950 – 2002), политик
- Алексей Лосев (1893 – 1988), философ
- Гавриил Попов (1904 – 1972), композитор

Починали в Новочеркаск
- Даниил Краснов (1817 – 1893), генерал
- Андрей Чикатило (1936 – 1994), сериен убиец